# Finnsnes
Finnsnes is een plaats in de Noorse gemeente Lenvik, provincie Troms. Finnsnes telt 4026 inwoners (2007) en heeft een oppervlakte van 3,34 km².
De oorsprong van de naam Finnsnes is onzeker maar reeds voor 1400 in gebruik. Een inventaris van de bezittingen van de kerk van Trondarnes omstreeks 1400 vermeldt dat ze eigenares is van de helft van de hoeve van "Finznes", een gift van een plaatselijke dame. In 1660 leefden er volgens een volkstelling waarbij vrouwen niet werden meegeteld twee mannen en vier zonen in Finnsnes, een aantal dat nauwelijks veranderde tijdens de volgende eeuw. Midden 19e eeuw was er een toevloed van lieden uit de afgelegen gebieden van Senja en Gisund. In 1846 treffen we de eerste handelsnederzetting aan. Dertig jaar later bedraagt de bevolking 75 personen. Vanaf 1883 wordt de haven regelmatig door stoomboten aangelopen en Hurtigruten startte in 1893 met een regelmatige dienst.
Tussen 1900 en 1930 is er een bevolkingstoename met 150 % en die trend zet zich verder. Er is een nieuwe instroom in 1960 wanneer de gemeentelijke administratie van de gemeenten Lenvik van Gibostad naar Finnsnes verplaatst wordt. Momenteel wonen er ongeveer 4000 personen en is het een belangrijk industrieel, commercieel en communicatie centrum en tevens een regionaal centrum voor Buiten Mid-Troms. Sinds 2000 mag de plaats zich stad noemen.

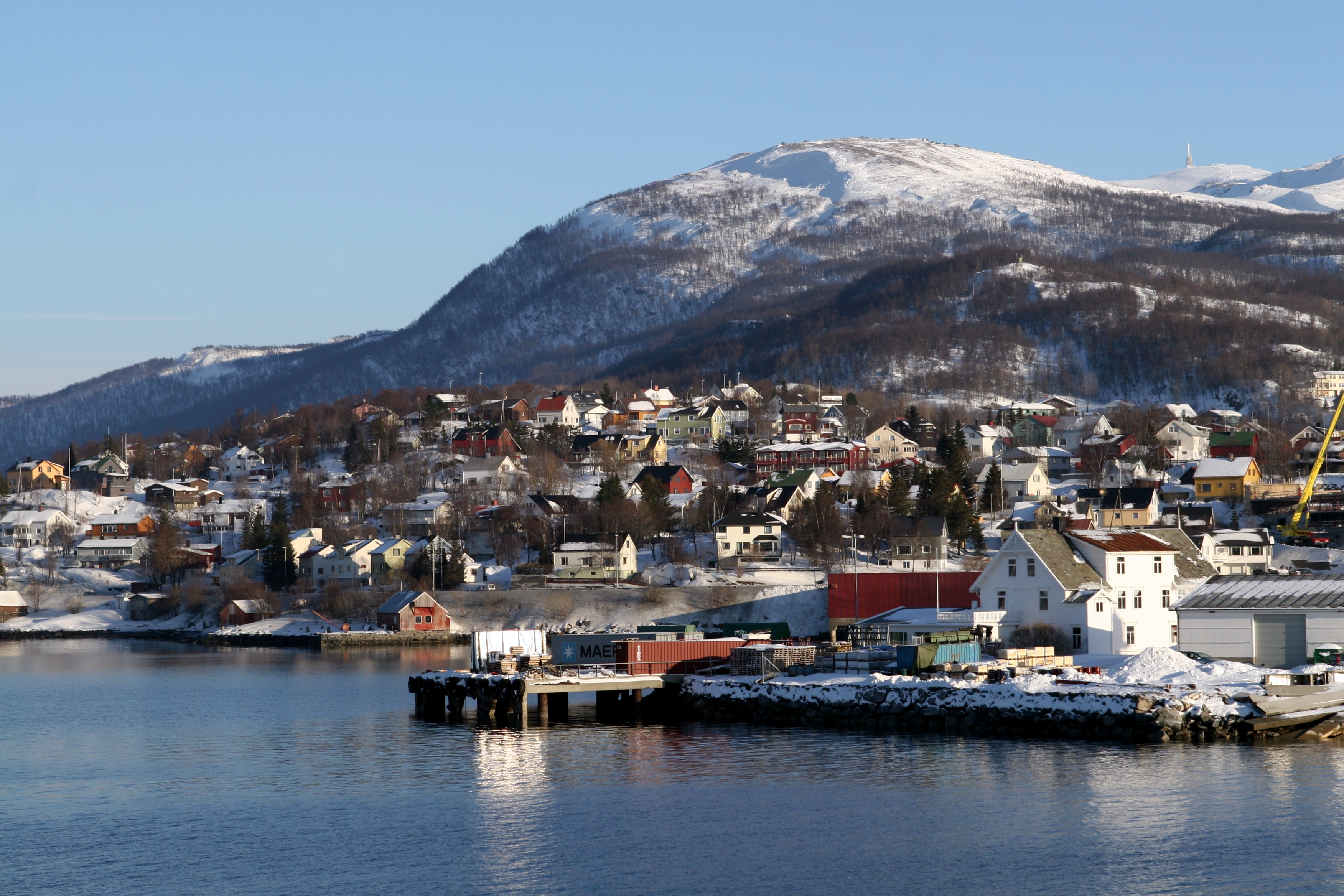
Finnsnes